# Albert von Berrer
Albert von Berrer (Unterkochen, 8. rujna 1857. – San Gottardo, 28. listopada 1917.) je bio njemački general i vojni zapovjednik. Tijekom Prvog svjetskog rata zapovijedao je 31. i 200. pješačkom divizijom, te LI. korpusom na Zapadnom, Istočnom i Talijanskom bojištu. 

## Vojna karijera
Albert von Berrer rođen je 8. rujna 1857. u Unterkochenu. U vojsku je stupio kao dobrovoljac 1874. godine stupivši u 119. grenadirsku pukovniju. Od studenog 1878. služi u zapovjedništvu Calw, te potom od rujna 1880. ponovno u 119. grenadirskoj pukovniji. U lipnju 1886. promaknut je u čin poručnika, te služi u 125. pješačkoj pukovniji u kojoj službuje do listopada kada počinje pohađati Prusku vojnu akademiju. Nakon završetka iste, vraća se natrag u službu u 125. pješačku pukovniju. U ožujku 1891. unaprijeđen je u čin satnika, dok je u travnju te iste godine premješten u stožer 4. pješačke divizije gdje služi idućih šest godina.
U ožujku 1897. Berrer je promaknut u bojnika, te premješten na službu u württemberško ministarstva rata.  Dvije godine kasnije postaje zapovjednikom 3. bojne 121. pješačke pukovnije gdje služi do travnja 1901. kada postaje časnikom u stožeru XVI. korpusa smještenog u Metzu. Od prosinca 1902. služi u Glavnom stožeru gdje postaje i voditeljem odjela, da bi u siječnju 1904. postao načelnikom stožera VIII. korpusa smještenog u Koblenzu. U svibnju 1906. unaprijeđen je u čin pukovnika da bi u travnju 1907. postao zapovjednikom 180. pješačke pukovnije koju dužnost obavlja do travnja 1910. kada je imenovan zapovjednikom 52. pješačke brigade sa sjedištem u Ludwigsburgu. U svibnju 1910. promaknut je u general bojnika, dok je u veljači 1913. unaprijeđen u čin general poručnika. Tada postaje i zapovjednikom 31. pješačke divizije na čijem čelu dočekuje i početak Prvog svjetskog rata.

## Prvi svjetski rat
Na početku Prvog svjetskog rata 31. pješačka divizija je zajedno s 42. divizijom sačinjavala XXI. korpus kojim je zapovijedao Fritz von Below. Nalazila se na Zapadnom bojištu u sastavu 6. armije kojom je zapovijedao bavarski princ Rupprecht. Zapovijedajući 31. pješačkom divizijom Berrer sudjeluje u Bitci u Loreni nakon čega je divizija premještena je sjeverni dio bojišta gdje je držala položaje na rijeci Sommi. U siječnju 1915. Berrer je s 31. divizijom premješten na Istočno bojište gdje sudjeluje u Drugoj bitci na Mazurskim jezerima. 
U kolovozu 1916. Berrer je imenovan zapovjednikom 200. pješačke divizije. Navedenom divizijom zapovijeda manje od mjesec dana jer ubrzo postaje zapovjednikom LI. korpusa. Zapovijedajući navedenim korpusom Berrer se ističe u suzbijanju Kerenskijeve ofenzive, te protunapadu koji je nakon zaustavljanja iste uslijedio u kojem zauzima Tarnopol. Za navedeni uspjeh Berrer je 27. kolovoza 1917. odlikovan ordenom Pour le Mérite.
Nakon zaustavljanja Kerenskijeve ofenzive Berrer je premješten na Talijansko bojište u sastav novoformirane 14. armije kojom je u svrhu predstojeće ofenzive zapovijedao Otto von Below. Berrer na čelu Grupe Berrer koja je formirana na osnovi jedinica LI. korpusa sudjeluje u ofenzivi, te u Bitci kod Kobarida probija talijanske položaje.

## Smrt
Tijekom ofenzive jedinice pod Berrerovim zapovjedništvom su najuspješnije u gonjenju razbijenih Talijana, te zarobljavaju veliki broj talijanskih vojnika. Berrer dobiva izvještaj da su njegove jedinice okupirale Udine, te kreće automobilom prema navedenom gradu. Primljeni izvještaj je međutim, bio pogrešan, te je Berrerov automobil u mjesto San Gottardo ušao prije nego što su isti zauzele njemačke jedinice. U mjestu se nalazilo talijansko pješaštvo, te su talijanski vojnici 28. listopada 1917. ubili Berrera kada je isti ulazio u svoj automobil.
Albert von Berrer pokopan je 22. prosinca 1917. u Stuttgartu na groblju Pragfriedhof. Pokopu je nazočio sam württemberški kralj Wilhelm II. koji je osobno položio vijenac na Berrerov grob.

## Vanjske poveznice
(eng.) Albert von Berrer na stranici Prussianmachine.com

(eng.) Albert von Berrer na stranici Field commanders of Austria-Hungary

(rus.)
Albert von Berrer na stranici Hrono.ru

(njem.) Albert von Berrer na stranici Deutschland14-18.de  Arhivirana inačica izvorne stranice od 20. lipnja 2016. (Wayback Machine)